# Jóvátételi munka
A jóvátételi munka a magyar Büntető törvénykönyvbe a 2012. évi C. törvénnyel bevezetett új intézkedésnem. A jóvátételi munka  - akár a próbára bocsátás vagy a megrovás -  önállóan, büntetés helyett alkalmazható.

## Szabályai a magyar jogban
- 67. § (1) A bíróság a vétség, valamint a háromévi szabadságvesztésnél nem súlyosabban büntetendő bűntett miatt a büntetés kiszabását egy évre elhalaszthatja, és jóvátételi munka végzését írja elő, ha alaposan feltehető, hogy a büntetés célja így is elérhető. A jóvátételi munkavégzés előírása mellett pártfogó felügyelet is elrendelhető.
- (2) Jóvátételi munka végzése nem írható elő azzal szemben, aki
  - a) visszaeső,
  - b) a bűncselekményt bűnszervezetben követte el,
  - c) a szándékos bűncselekményt végrehajtandó szabadságvesztésre ítélése után, a végrehajtás befejezése előtt követte el, vagy
  - d) a szándékos bűncselekményt a szabadságvesztés felfüggesztésének próbaideje alatt követte el.
- (3) Az elkövető – választása szerint – állami vagy önkormányzati fenntartású intézménynél, közhasznú jogállású civil szervezetnél, egyháznál vagy azok részére végezheti a jóvátételi munkát.
- (4) A jóvátételi munka tartamát órákban kell meghatározni, annak legkisebb mértéke huszonnégy, legnagyobb mértéke százötven óra.
- 68. § (1) Ha az elkövető a jóvátételi munka elvégzését egy éven belül megfelelően igazolja, büntethetősége megszűnik.
- (2) Ha az elkövető a jóvátételi munka elvégzését nem igazolja, vagy a pártfogó felügyelet szabályait súlyosan megszegi, a bíróság büntetést szab ki.